# Número de Perrin
Em matemática os números de Perrin são definidos pela relação de recorrência
P(n) = P(n − 2) + P(n − 3) para n > 2,
com valores iniciais
P(0) = 3, P(1) = 0, P(2) = 2.
A sequência dos números de Perrin começa com
3, 0, 2, 3, 2, 5, 5, 7, 10, 12, 17, 22, 29, 39, ... (sequência A001608 na OEIS)
O número de diferentes conjuntos independentes máximos em um n-vértice grafo ciclo é contado pelo n-ésimo número de Perrin para n > 1.

## História
Esta sequência foi mencionada implicitamente por Édouard Lucas (1876). Em 1899 e mesma sequência foi mencionada explicitamente por Raoul Perrin. O mais extensivo tratamento desta sequência foi dado por Adams e Shanks (1982).

## Propriedades

### Função geratriz
A função geratriz da sequência de Perrin é
{\displaystyle G(P(n);x)={\frac {3-x^{2}}{1-x^{2}-x^{3}}}.}

### Fórmula matricial
{\displaystyle {\begin{pmatrix}0&1&0\\0&0&1\\1&1&0\end{pmatrix}}^{n}{\begin{pmatrix}3\\0\\2\end{pmatrix}}={\begin{pmatrix}P\left(n\right)\\P\left(n+1\right)\\P\left(n+2\right)\end{pmatrix}}}

### Fórmula tipo Binet

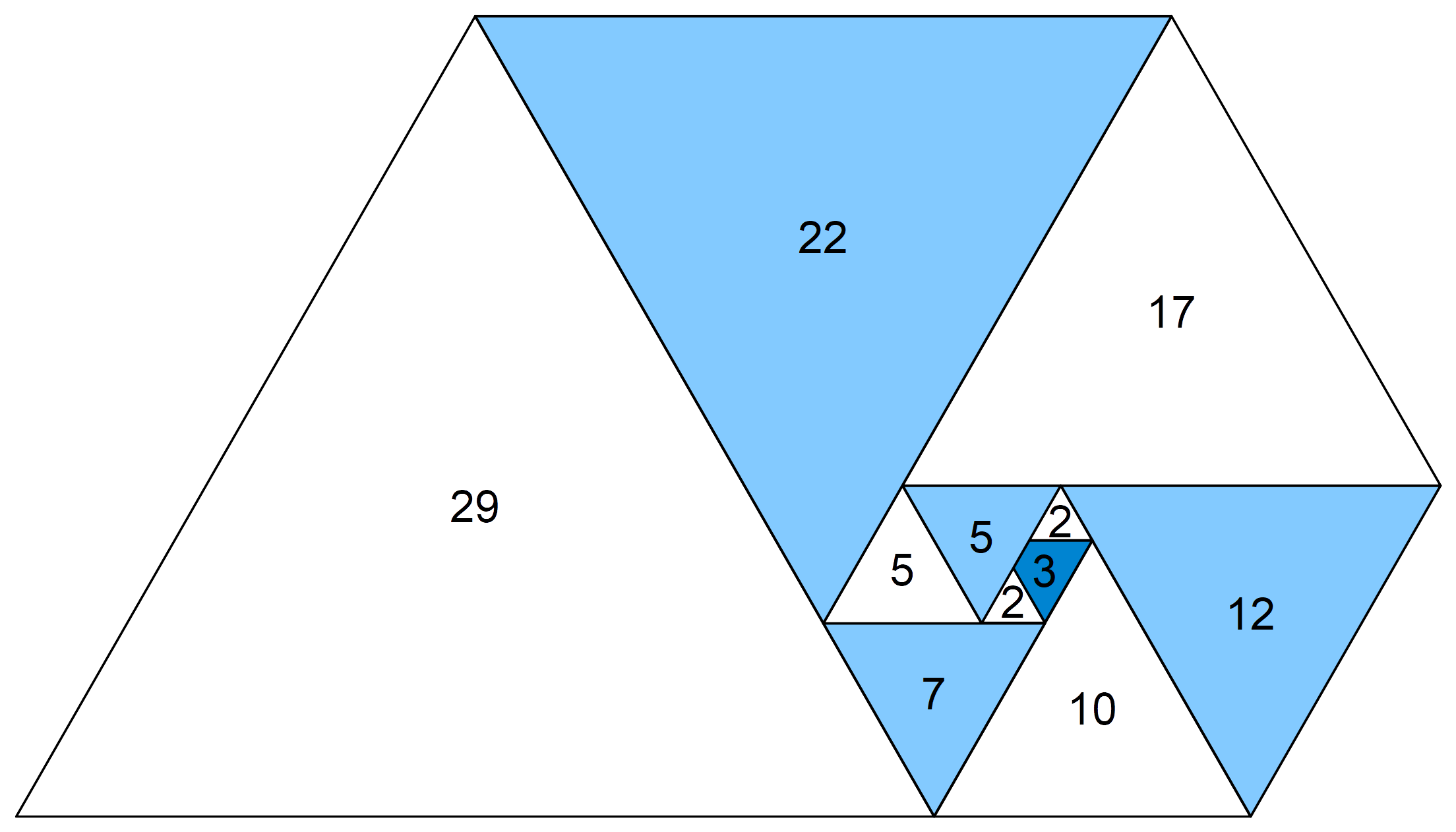
Espiral de triângulos equilaterais com comprimentos de lado que seguem a sequência de Perrin

Os números da sequência de Perrin podem ser escritos em termos das potências das raízes da equação
{\displaystyle x^{3}-x-1=0.}
esta equação tem 3 rraízes; uma raiz real p (conhecida como número plástico) e duas raízes complexas conjugadas q e r. dadas estas três raízes, a sequência de Perrin análoga à fórmula de Binet da sequência de Lucas é
{\displaystyle P\left(n\right)={p^{n}}+{q^{n}}+{r^{n}}.}
Como as magnitudes das raízes complexas q e r são ambas menores que 1, as potências destas raízes convergem para 0 para n grande, e a fórmula se reduz a
{\displaystyle P\left(n\right)\approx {p^{n}}.}
esta fórmula pode ser usada para calcular rapidamente valores da sequência de Perrin para n grande. A razão de termos sucessivos na sequência de Perrin se aproxima de p, também conhecido como número plástico, que tem um valor de aproximadamente 1,324718. esta constante tem a mesma relação com a sequência de Perrin como acontece com a proporção áurea em relação à sequência de Lucas. Conexões similares também exestem entre p e a sequência de Padovan, entre a proporção áurea e os números de Fibonacci, e entre a proporção prateada e os números de Pell.